# Maison, 8 rue au Lait à Quintin
La maison, 8 rue au Lait est située à Quintin, en France.

## Localisation
La maison est située sur le territoire de la commune de Quintin, 8 rue au Lait, dans le département  des Côtes-d'Armor, en région Bretagne.

## Description
Maison à deux étages, avec encorbellements, présentant poutres et supports moulurés. Au premier étage, l'angle est accusé par une colonne s'appuyant sur le culot mouluré. La façade rue au Lait est percée d'une porte à fronton et pilastres.

## Historique
En 1691, la commune est érigée en duché. Elle conserve des édifices des XVIe et XVIIe siècles.
La maison est classée partiellement (façade et toiture) au titre des monuments historiques par arrêté du 21 décembre 1977.

## Galerie

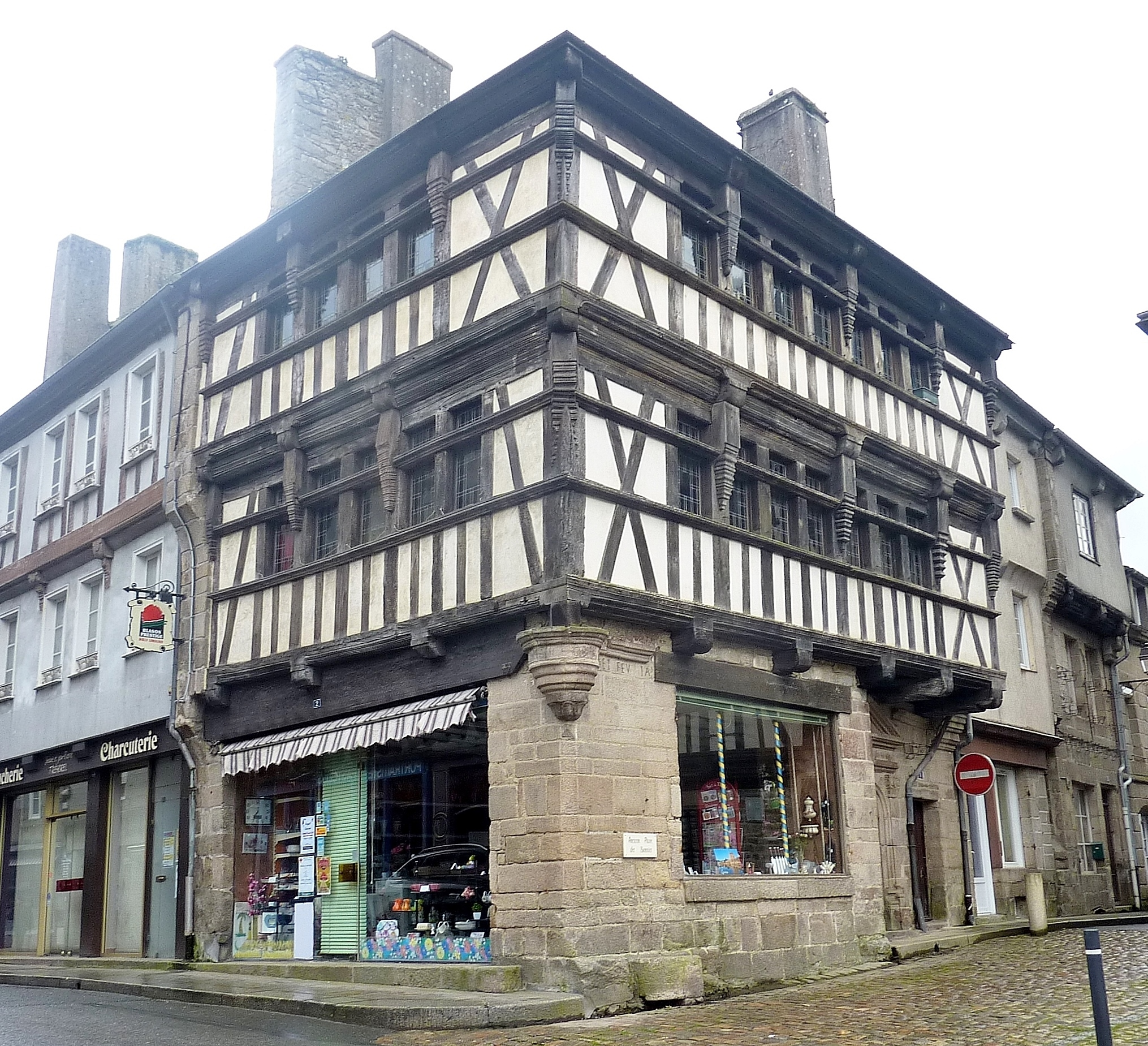
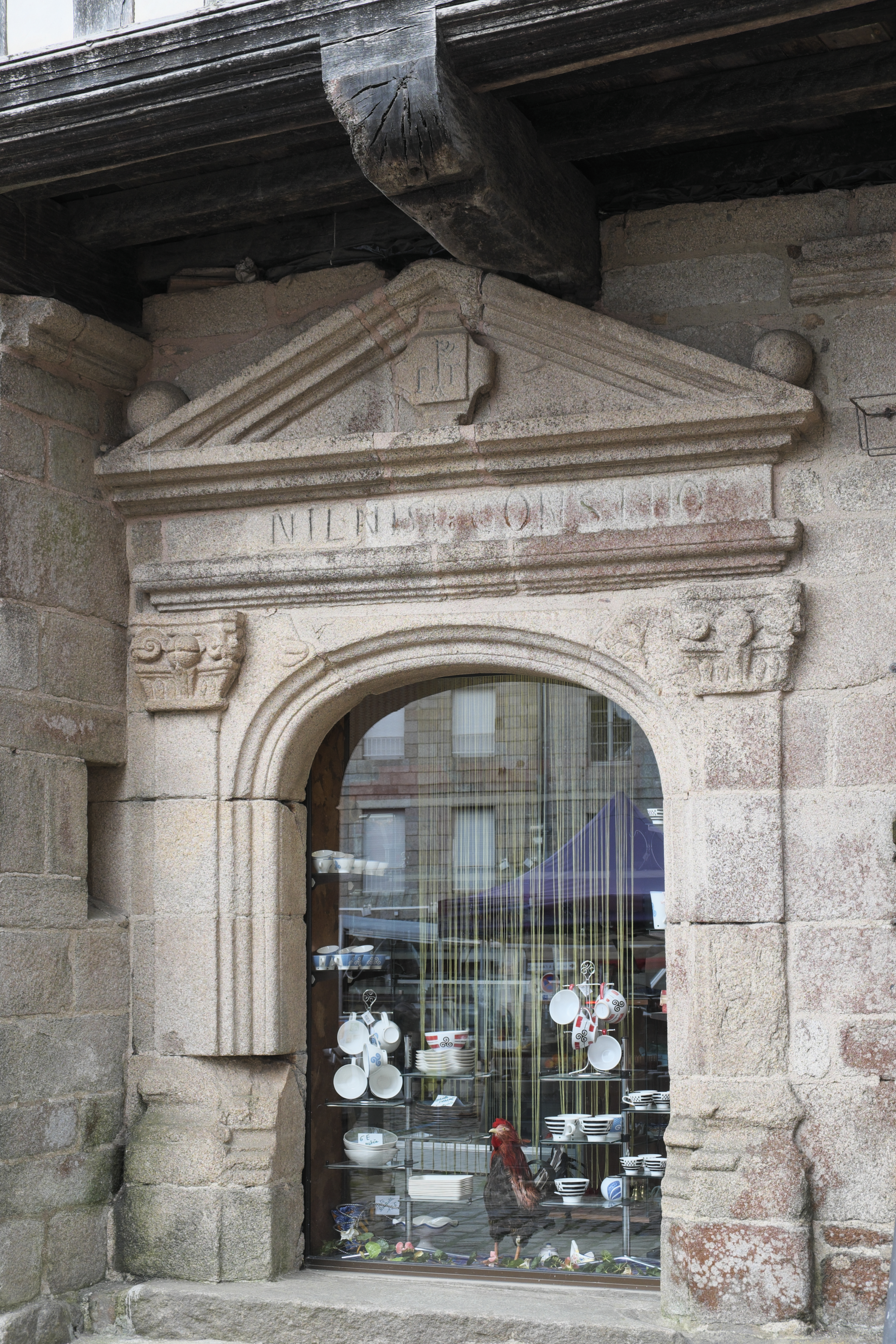
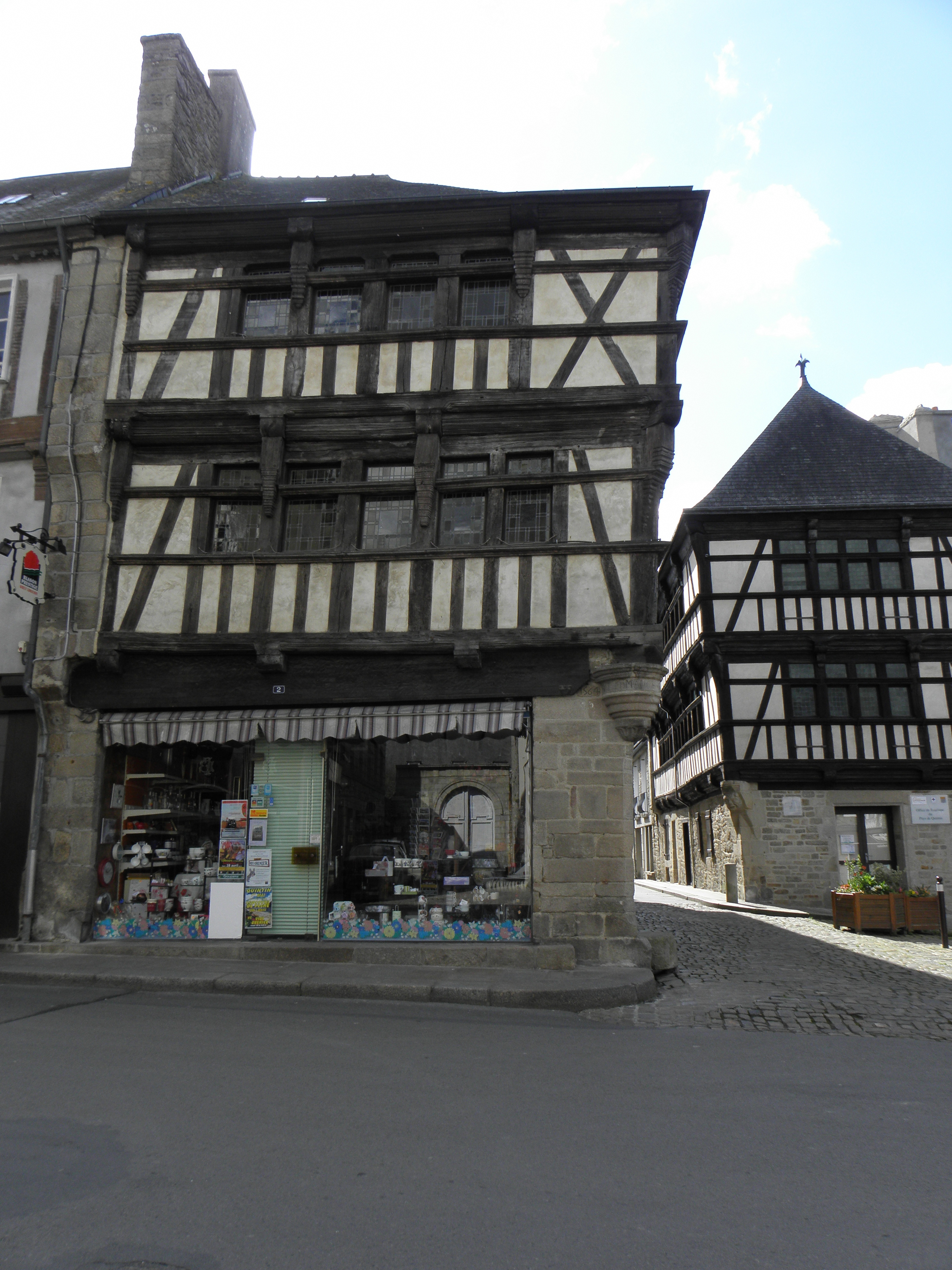
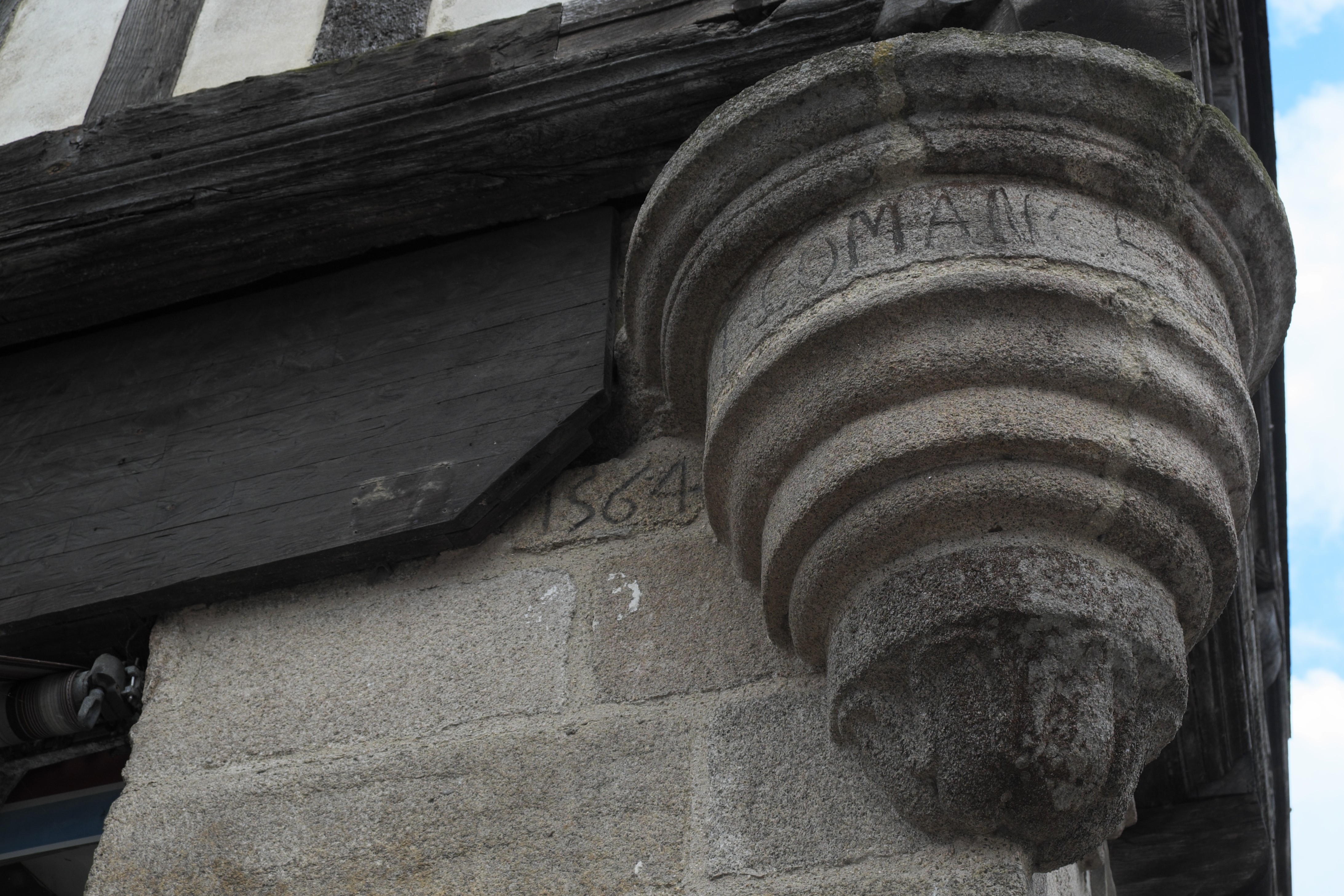
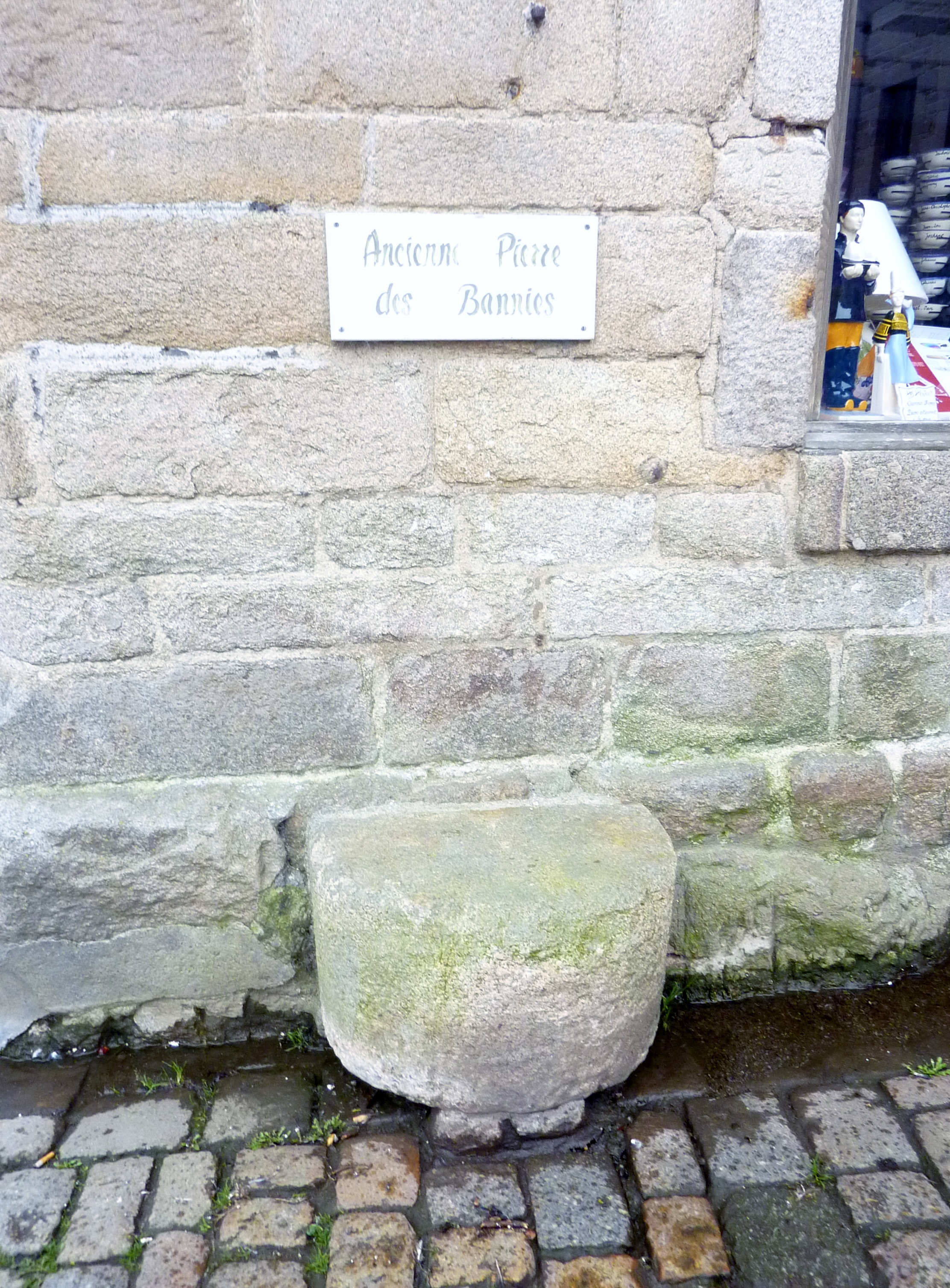